# 八戸えんじょいカード
八戸えんじょいカード（はちのへえんじょいカード） は、青森県八戸市内の指定された公共交通機関が1日間乗り降り自由のフリー乗車券である。2004年7月から発売。2019年3月31日をもって、取り扱いを終了した。

## 購入方法
東日本旅客鉄道（JR東日本）のみどりの窓口・びゅうプラザで利用日の1ヶ月前から利用日を指定して購入可能。

## 払い戻し
利用日の前日までは払い戻せる（手数料が必要）。

## 価格
- 大人700円[2]
- 小児350円

## フリー区間
- JR東日本[3]
  - 八戸線・八戸 - 種差海岸間
- 南部バス（岩手県北自動車南部支社）
  - るるっぷ八戸・八食100円バス・八食200円以下バスを含む、八戸市内全線

※：ただし南郷区内のうち、南郷区役所前 - 県境間、母袋子 - 荒谷間を除く。
- 八戸市営バス全線（ワンコインバス・うみねこ号・ワンコインバス・いさば号を含む）

## 使用方法
- フリー区間内のJR線に乗車する場合は、乗車時に改札口で提示し、下車時に駅員又は車掌に提示する。
  - 自動改札機には対応しておらず、八戸駅での乗り降りについては有人改札を利用する。
- フリー区間内の南部バス及び八戸市営バスに乗車する場合は、下車時に提示する。

## その他
- 十和田観光電鉄(十鉄バス)および、青い森鉄道線では八戸市内の区間でも利用できない。